# Matt Barr
Pour les articles homonymes, voir Barr.
Matt Barr, né le 14 février 1984 à Allen (Texas), est un acteur américain.
Il est connu pour ses rôles de Brandon Vandecamp dans American Pie: No Limit! et Sully dans Harper's Island. Il a aussi joué dans la saison 4 de Les Frères Scott.

## Biographie
Matt Barr, de son vrai nom Matthew Jerome Barr, est né le 14 février 1984 à Allen au Texas de DeDe, une artiste peintre spécialisée dans le portrait, et Mike Barr, un coach de football à la retraite du Purdue University, une université publique dans l'Indiana et du Southern Methodist University, une université privée à Dallas. Il a un frère, Luke, et une sœur, Sara.
Il a entretenu une relation amoureuse avec l'actrice américaine Katie Cassidy. Ils se sont rencontrés sur le tournage de Harper's Island. Ils ont rompu à la suite d'un conflit d'horaire et par manque de temps. Il a eu une relation discrète avec sa partenaire de la série Hellcats, Heather Hemmens.

## Carrière
Matt Barr apparaît pour la première fois à la télévision dans un épisode de Mes plus belles années. Il continue à la télévision avec des séries comme Bones, Over There. Il interprète ensuite le rôle de Mike Fleming dans plusieurs épisodes de Commander in Chief. Puis, il est à l'affiche du film American Pie Presents: Band Camp.
En 2006, il tient un rôle important dans la saison 4 des Les Frères Scott, celui de Ian Banks, "le faux Derek", personnage qui se fait passer pour le frère de Peyton interprétée par Hilarie Burton.
Il joue ensuite en 2007 dans le film Ten Inch Hero puis il donne la réplique à Anna Faris dans le film Super blonde (The House Bunny) en 2008. Il joue en 2009 dans la première saison de Harper's Island où il rencontre l'actrice Katie Cassidy avec qui il a vécu une relation amoureuse. En 2010, il obtient le rôle de Dan Patch dans la nouvelle série Hellcats (où figurent entre autres Ashley Tisdale et Alyson Michalka) mais la série est annulée après une saison.
Le 9 décembre 2020, il rejoint la distribution récurrente de la série Walker, reboot de Walker, Texas Ranger. Il incarne Hoyt, le meilleur ami de Cordell Walker interprété par Jared Padalecki.
En mars 2022, il a été annoncé qu'il a été choisi pour le rôle principal masculin dans la série Walker: Independence, spin-off de la série Walker, sur The CW avec Jared Padalecki en tant que producteur exécutif et Anna Fricke (en) en tant que showrunner,. Il incarnera Hoyt Rawlins, aux côtés de Katherine McNamara pour le rôle principal féminin, elle incarnera Abby Walker, l'ancêtre du Cordell Walker, l'histoire se déroule à la fin des années 1800.

## Filmographie

### Cinéma
- 2005 : American Pie Présente : No Limit! (American Pie Presents: Band Camp) de Steve Rash : Brandon Vandecamp
- 2007 : Ten Inch Hero (de) de David Mackay : Brad
- 2008 : Super blonde / La Bunny du campus (The House Bunny) de Fred Wolf : Tyler
- 2017 : Escale à trois (The Layover) de William H. Macy : Ryan

### Télévision
- 2004 : Mes plus belles années (American Dreams, saison 3, épisode 15) : Nick
- 2005 : Over There (saison 1, épisode 1)
- 2005 : Medium (saison 1, épisode 1)
- 2005 : Bones (saison 1, épisode 13) : Logan Corman
- 2005 : Commander in Chief  (saison 1, épisode 4 à 7) : Mike Fleming
- 2006 : Les Experts : Manhattan (saison 3, épisode 15) : Thomas Brighton
- 2006 : Newport Beach (The O.C., saison 3, épisode 22) : Wes Seyfried
- 2006 : Les Frères Scott (saison 4) : Ian Banks, le faux Derek
- 2007 : Swingtown (saison 1, épisode 12) : Matt
- 2008 : Gossip Girl (saison 2, épisode 24) : Keith van der Woodsen
- 2009 : Harper's Island (série complète) : Christopher « Sully » Sullivan
- 2009 : Castle (saison 2, épisode 3) : Travis McBoyd
- 2010 : Hellcats : Dan Patch
- 2010 : Friday Night Lights saison 4 : Ryan Lowry
- 2011 : La Diva du divan (Necessary Roughness) saison 1 : Billy
- 2012 : Seven Below (en) : Adam
- 2012 : Hatfields and McCoys (mini-série) : Johnson « Johnse » Hatfield
- 2013 : Un tueur au visage d'ange (Romeo Killer: The Chris Porco Story) : Christopher Porco
- 2015 : Sleepy Hollow (saison 2) : Hawley
- 2017 : Valor : Capitaine Leland Gallo (rôle principal)
- 2019-2022 : Blood & Treasure : Danny McNamara
- 2021-2024 : Walker : Hoyt Rawlins (rôle récurrent saisons 1, 3 et 4)
- 2022 : Walker: Independence : Hoyt Rawlins (rôle principal)